# Округ Марикопа (Аризона)
Округ Марикопа (енгл. Maricopa County) је округ у америчкој савезној држави Аризона. По попису из 2010. године број становника је 3.817.117. Седиште округа је град Финикс.

## Демографија
Према попису становништва из 2010. у округу је живело 3.817.117 становника, што је 744.968 (24,2%) становника више него 2000. године.
| Група             | 2000.             | 2010.             |
| Белци             | 2.034.530 (66,2%) | 2.240.055 (58,7%) |
| Афроамериканци    | 114.551 (3,7%)    | 190.519 (5,0%)    |
| Азијати           | 66.445 (2,2%)     | 132.225 (3,5%)    |
| Хиспаноамериканци | 763.341 (24,8%)   | 1.128.741 (29,6%) |
| Укупно            | 3.072.149         | 3.817.117         |